# Scopula oblivaria
Scopula oblivaria là một loài bướm đêm trong họ Geometridae.